# Breuner

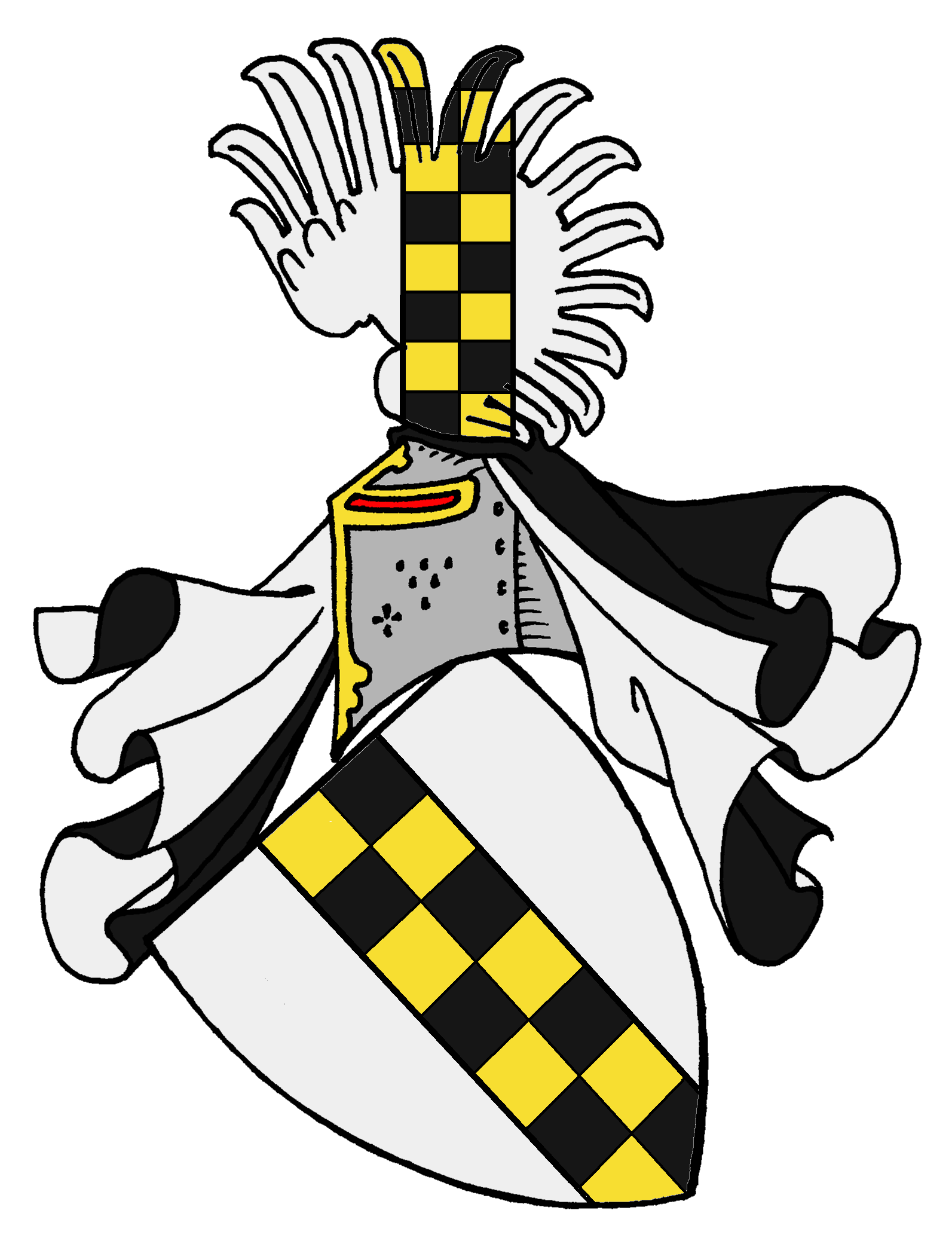
Stammwappen der Breuner

Die Breuner (auch Breiner oder Breunner) waren ein österreichisches Adelsgeschlecht.

## Geschichte

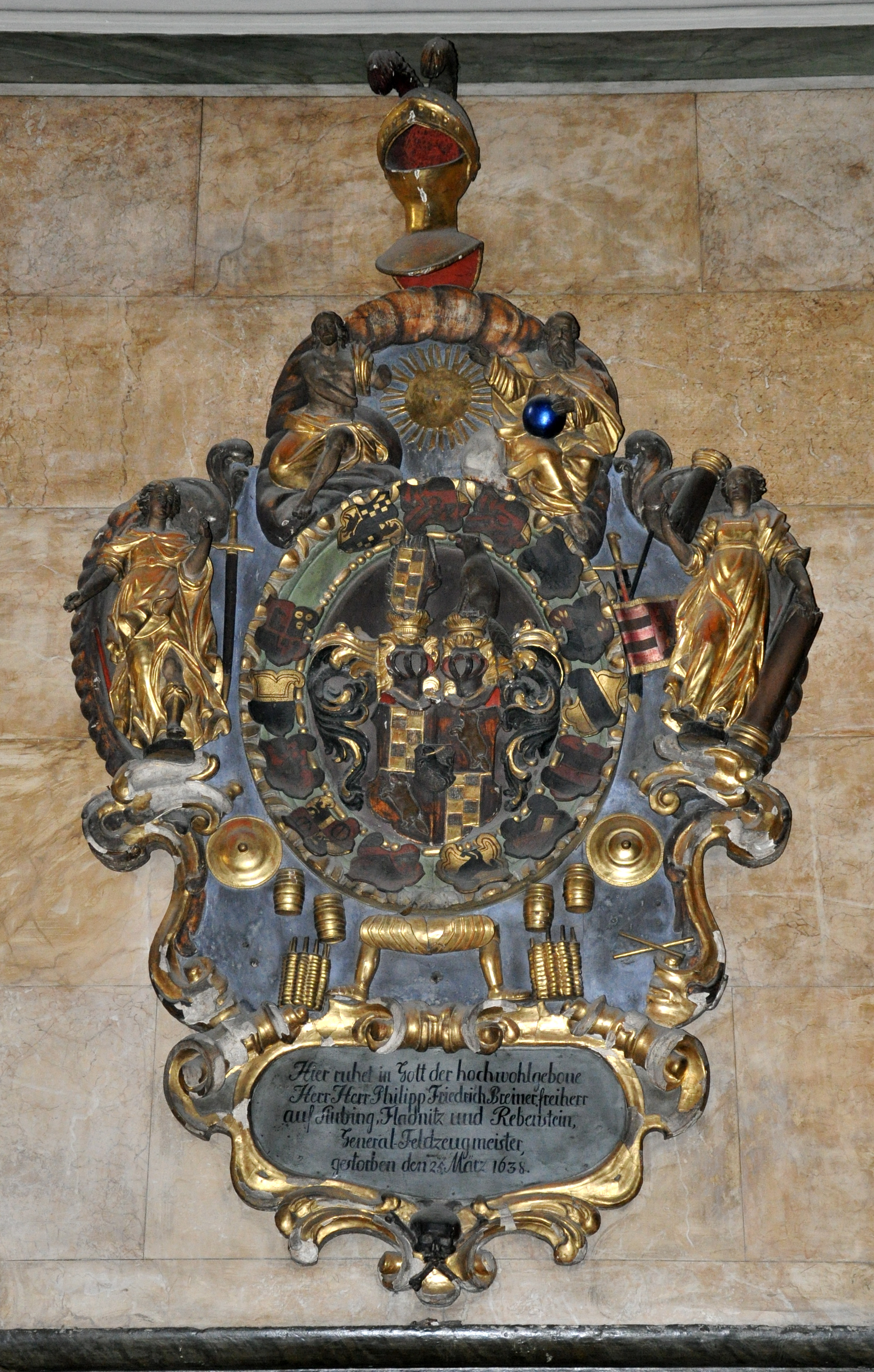
Wappen-Epitaph für Philipp Friedrich Breiner (1601–1638), kaiserlichen Feldzeugmeister, in der Schottenkirche in Wien

Nach älterer Literatur saß das Geschlecht im 14. Jahrhundert in Utrecht und Köln. Conrad und Andreas Preuner seien 1385 in die Steiermark gekommen. Nach dem Genealogischen Handbuch des Adels (Adelslexikon Band II, 1974) sind die Breun(n)er jedoch dem steirischen Uradel zugehörend und stammen aus der Prein an der Rax. Mit Gundakarus de Prun urkundeten sie bereits um 1200 und begannen die sichere Stammreihe mit Philipp Prewner († 1456/58), Landesverwalter in Steier. Die Breuner zählten zum Ritterstand und dienten als landesfürstliche Beamte. Im 13. Jahrhundert sollen sie das spätere Hallerschloss (Graz) errichtet haben.
Im 16. Jahrhundert teilte sich die Familie in eine steirische und eine österreichische Linie. Die steirische Linie wurde 1666 in den Grafenstand erhoben und bestand bis 1827. Die österreichische Linie wurde von Hofkammerpräsident Philipp von Breuner († 23. April 1556) begründet. 1547 belehnte ihn Ferdinand I. mit der Festung Staatz und erhob ihn 1550 zum Freiherrn. Sein Sohn Seyfried wurde Statthalter von Niederösterreich. Von ihm stammen die ältere (erloschen 1716) und die jüngere Asparner Linie ab. 1738 beerbte Anthonie Graf Breuner (1698–1757) aus der jüngeren Linie den Geheimrat Adrian Graf von Enckevoirt und nahm den Namen Breuner von Enkevoirt an. Diese Linie erlosch 1894 mit August Johann Graf Breuner-Enckevoirt.

## Wappen
Blasonierung: Beim Stammwappen zeigt der Wappenschild auf Silber einen golden-schwarz in zwei Reihen geschachten Pfahl, das Oberwappen einen Helm mit einer schwarz-silbernen Helmdecke sowie einen wie der Wappenschild bezeichneter Flügel.
1866 wurde ein Attest der hoch- und deutschmeisterischen geheimen deutschen Ritterordens-Kanzlei über das Wappen und die Ritterbürtigkeit der Grafen Breuner gefertigt.

## Stammliste (Auszug)
1. Koenraad (Conrad) Breuner (* 1345)
  1. Andreas Breuner (1370–1421), verheiratet mit Elisabeth von Gleinitz (1375–1432)
    1. Philipp Breuner (1400–1456), verheiratet mit Veronica von Graben (1405–1440)
      1. Johann Breuner (1425–1466), verheiratet mit Agnes Närringer (1430–1495)
        1. Friedrich I. Breuner, Herr von Stübing (1465–1510), verheiratet mit Margaretha Rauber  und mit Regina von Trauttmansdorff (* 1470)

steirische Linie:
1. Friedrich I. Breuner, Herr von Stübing (1465–1510)
  1. Christoph Breuner, Herr von Stübing (1495–1531), verheiratet mit Ursula von Schweinbeck-Luttenberg (1502–1549)
    1. Karl Kaspar Freiherr Breuner, Herr von Stübing-Fladnitz (1530–1616), verheiratet mit Eleonore von Villingen-Schönenberg-Seifriedsberg (1540–1603)
      1. Johann Jakob Freiherr Breuner, Herr von Stübing-Fladnitz (1566–1606), verheiratet mit Anna Renate Magdalena von Preysing (1570–1602) und mit Maria von Waldburg-Trauchburg (1581–1606)
        1. Maximilian Ludwig Ernst Freiherr Breuner, Herr von Stübing-Fladnitz (1592–1635), verheiratet mit Anna Benigna von Wagensperg-Obervoitsberg-Greissenegg (1597–1646)
          1. Ferdinand Ernst Graf Breuner von Stübing-Fladnitz (1630–1673), verheiratet mit Maria Catharina Vetter von der Lilie (1640–1727)
            1. Karl Wichard Graf Breuner von Stübing-Fladnitz (1656–1729), verheiratet mit Maria Cecilia Josepha Gräfin von Dietrichstein (1667–1732)
              1. Karl Adam Anton Graf Breuner von Stübing-Fladnitz (1689–1777), verheiratet mit Maria Josepha von Starhemberg (1689–1767)
                1. Karl Thomas Franz de Paula Graf Breuner von Stübing-Fladnitz (1719–1800), verheiratet mit Maria Theresia von Lamberg (1717–1792)
                2. Franz de Paula Xaver Ludwig Jakob Graf Breuner von Stübing-Fladnitz (1723–1797), Fürstbischof von Lavant und Fürstbischof von Chiemsee
                3. Anton Ernst Georg Graf Breuner von Stübing-Fladnitz (1724–1789)
                4. Siegmund Ernst Graf Breuner von Stübing-Fladnitz (1729–1783), verheiratet mit Maria Anna Josepha Kajetana von Wurmbrand-Stuppach (1743–1802)
                  1. Karl Graf Breuner von Stübing-Fladnitz (1770–1827), verheiratet mit Johanna Maria Elisabeth Aloysia von Wagensperg (1776–1851)

österreichische Linie:
1. Friedrich I. Breuner, Herr von Stübing (1465–1510)
  1. Philipp I. Freiherr Breuner, Herr von Fladnitz (1500–1556), verheiratet mit Elisabeth von Windisch-Graetz († 1565)
    1. Siegfried (Seyfried) von Breuner, Freiherr von Stübing, Fladnitz und Rabenstein etc. (1538–1594), verheiratet mit Elisabeth von Eitzing (1543–1609)
      1. Seyfried Christoph Graf Breuner von Asparn, Freiherr von Stübing (1569–1651), kaiserlicher Ratgeber; verheiratet mit Anna Maria von Harrach-Rohrau (1564–1624)
        1. Siegfried Leonhard Graf Breuner von Asparn (1590–1666), verheiratet mit Maria Susanna von Thurn-Valsassina († 1634), Anna Dorothea von Starhemberg-Wildberg († 1636) und Anastasia Teufel von Guntersdorf († 1646)
          1. Ernst Friedrich Graf Breuner von Staatz (1634–1681), verheiratet mit Maria Eusebia Notthafft von Wernberg (1644–1710)
            1. Maria Elisabeth Judith (1666–1712), verheiratet mit Philipp Ignaz Graf Breuner von Asparn (1653–1722)

          2. Philipp Christoph (1643–1708), General-Feldzeugmeister, verheiratet mit Elisabeth Philippine zur Lippe-Alverdissen (1652–1703)
          3. Franz Anton (1644–1668), Ritter des Malteserordens

      2. Johann Graf Breuner von Asparn (1570–1633), verheiratet mit Maria Elisabeth von Harrach-Rohrau (1576–1625)
        1. Philipp Friedrich Breuner von Asparn (1597–1669), Fürstbischof von Wien
        2. Ferdinand Ernst Graf Breuner von Asparn (1607–1666), verheiratet mit Polyxena Elisabeth von Starhemberg-Schaunberg (1616–1649) und Isabelle Nogarola (1635–1691)
          1. Johann Joseph Graf Breuner von Asparn (1641–1710), Erzbischof von Prag
          2. Maria Barbara Elisabeth (1642–1740), verheiratet mit Siegfried Christoph Graf Breuner von Asparn (1635–1698)
          3. Maximilian Ludwig Graf Breuner von Asparn (1643–1716) Feldmarschall, verheiratet mit (I.) Cäcilia Eleonore von Weyher (1644–1688); (II.) Maximiliana Christiana von Portia (1662–1705)
          4. Philipp Ignatius Graf Breuner von Asparn (1653–1722), verheiratet mit Maria Elisabeth Judith Breuner von Staatz (1666–1712)
            1. Ernst Joseph Graf Breuner von Stübing-Fladnitz (1694–1737), verheiratet mit Josepha von Kuenburg-Khuenegg-Ungersbach (1689–1726) und Maria Eleonora Amalia von Fürstenberg (1699–1773)
            2. Anthonie Graf Breuner von Enkevoirt (1698–1757), verheiratet mit Maria Francesca von Rothal (1712–1769), Erbe des Grafen Adrian von Enkevoirt († 1738), nahm den Namen Breuner von Enkevoirt an
              1. Karl Borromeus Graf Breuner von Enkevoirt (1740–1796), verheiratet mit Maria Josepha von Khevenhüller-Frankenburg (1742–1814)
                1. Josef Graf Breuner-Enkevoiert-Asparn (1765–1813), verheiratet mit Anna Pergen-Pottenbrunn-Pohlig (1765–1799)
                  1. August Graf Breuner von Enkevoirt (1796–1877), verheiratet mit Maria Theresia Caroline Esterházy von Galantha (1802–1837)
                    1. August Johann Karl Borromeus Joseph Graf Breuner von Enkevoirt (1828–1894), verheiratet mit Maria Széchenyi von Sárvár-Felsővidék (1833–1920)

      3. Maximilian Graf Breuner von Asparn  († 1607), verheiratet mit Maria Veronika von Ursenbeck-Pottschach (1582–1639)
        1. Georg Siegfried Graf Breuner von Asparn  († 1654), verheiratet mit Susanna Maria Magdalena von Sinzendorf
          1. Siegfried Christoph Graf Breuner von Asparn (1635–1698), verheiratet mit Maria Barbara Elisabeth Breuner (1642–1740)
            1. Wenzel Siegfried Graf Breuner von Asparn (1670–1716), österreichischer Feldmarschall-Leutnant

    2. Gottfried Breuner, Freiherr von Stübing (1540–1592), verheiratet mit Ursula von Herberstein
      1. Kaspar Breuner, Freiherr von Stübing (* 1580), verheiratet mit Anna Maria von Trauttmansdorff
        1. Philipp Friedrich von Breuner (1601–1638), kaiserlicher Feldzeugmeister

## Schlösser und Palais
- Schloss Asparn im Weinviertel
- Schloss Grafenegg im Kamptal
- Schloss Neuaigen
- Schloss Walkersdorf in Grafenegg
- Schloss Stübing, nördlich von Graz (1417–1630)
- Palais Breuner in Graz (1640–1828)
- Palais Neupauer-Breuner in Wien

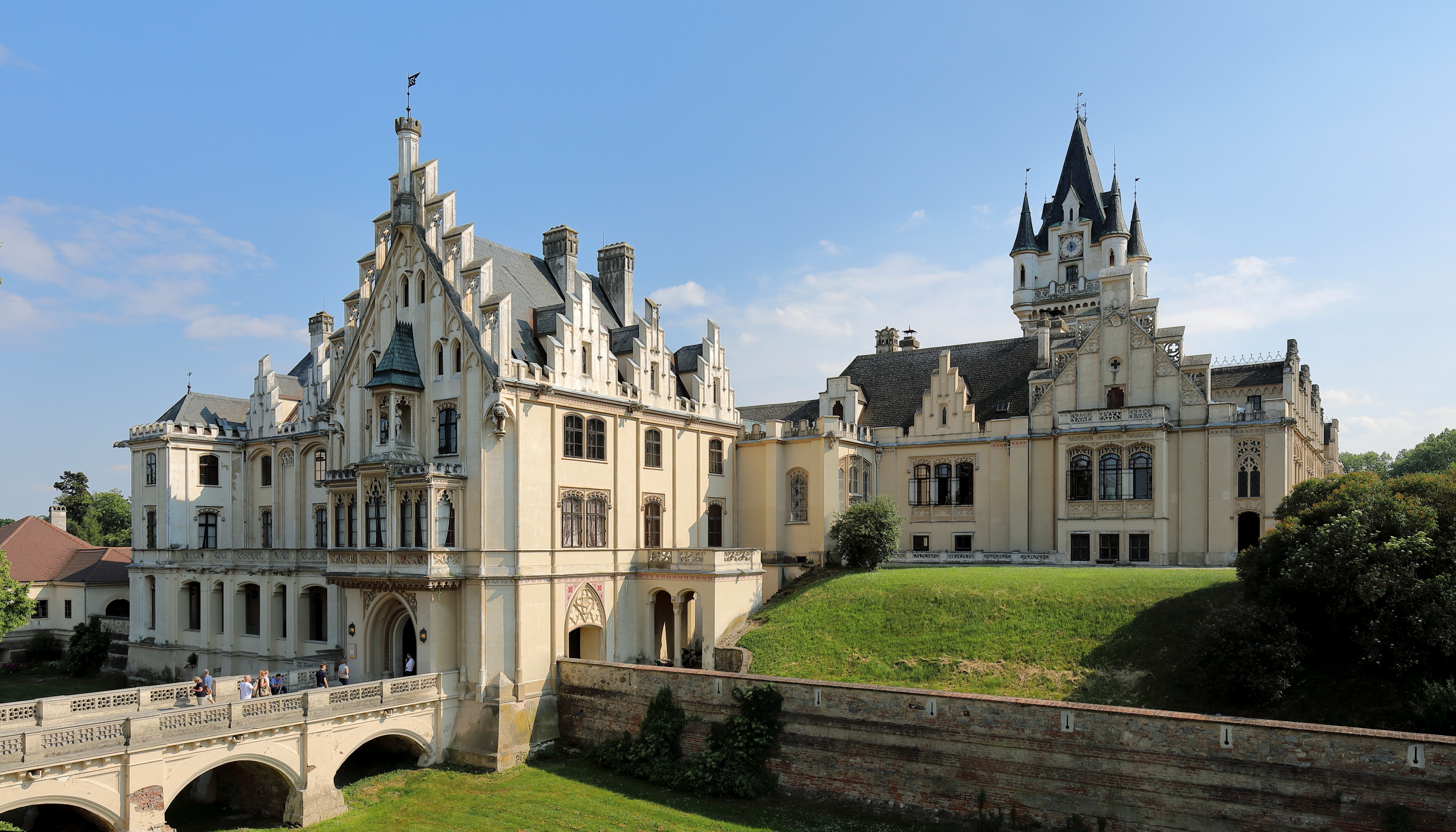
Schloss Grafenegg, Niederösterreich
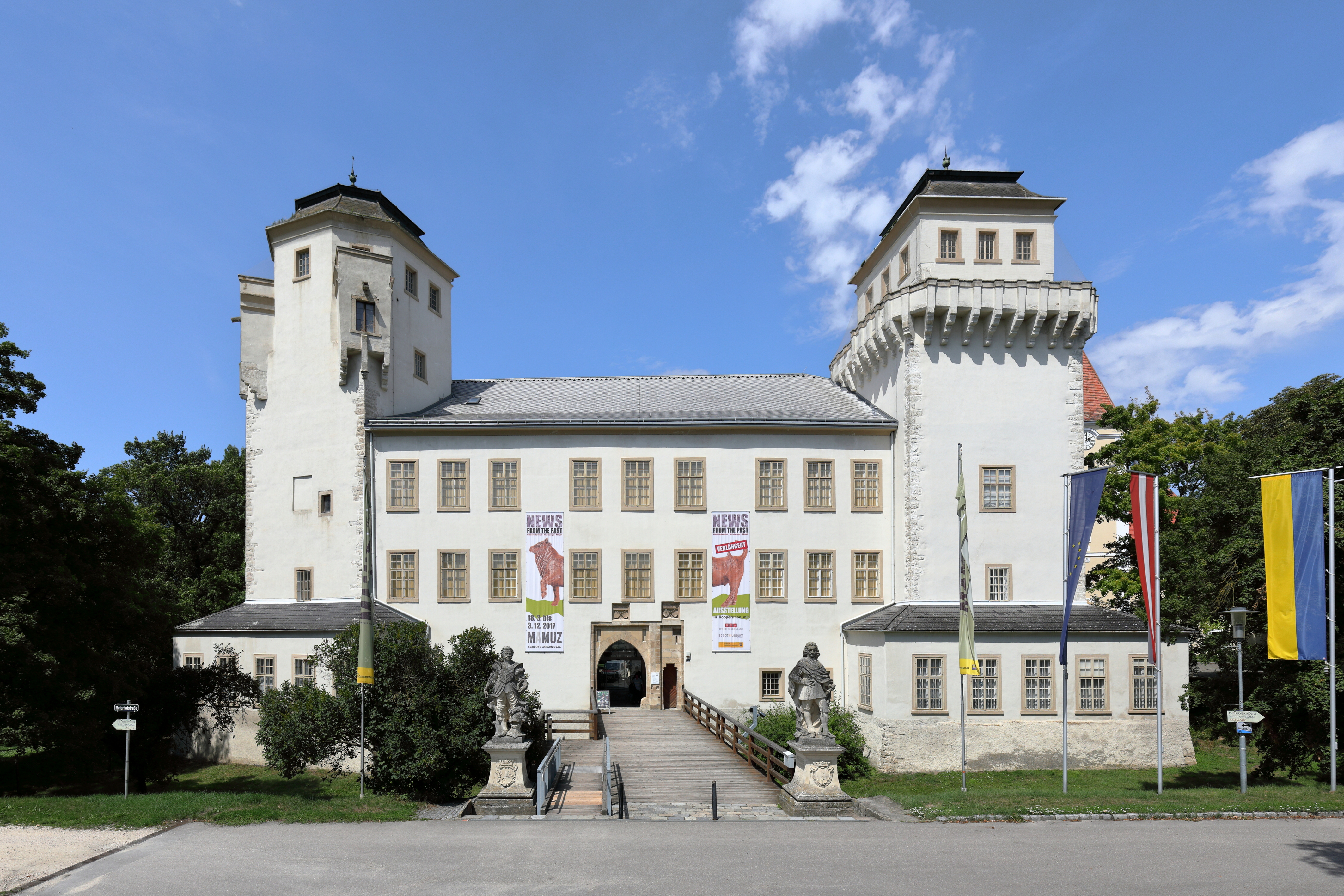
Schloss Asparn, Niederösterreich
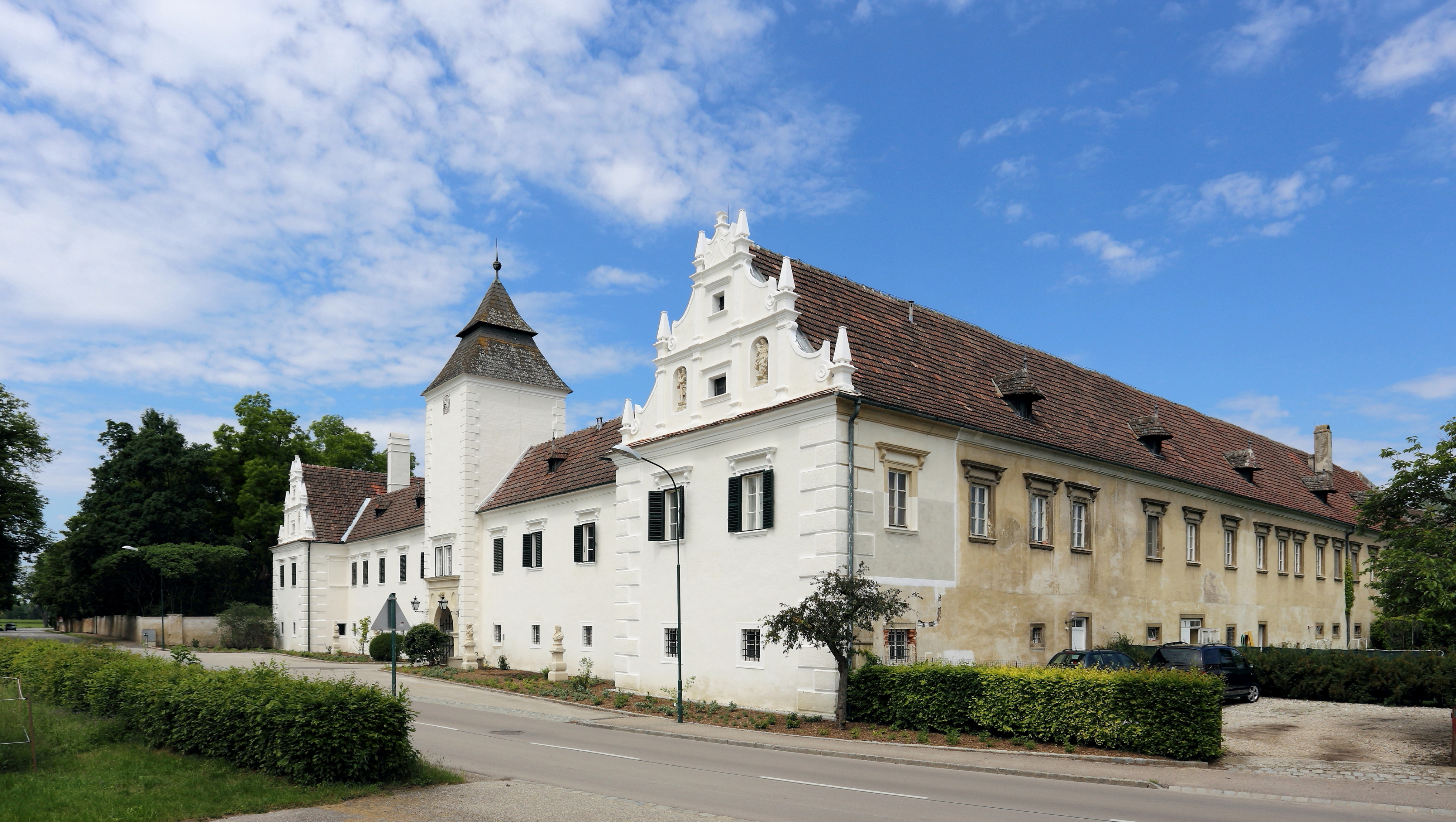
Schloss Neuaigen, Niederösterreich
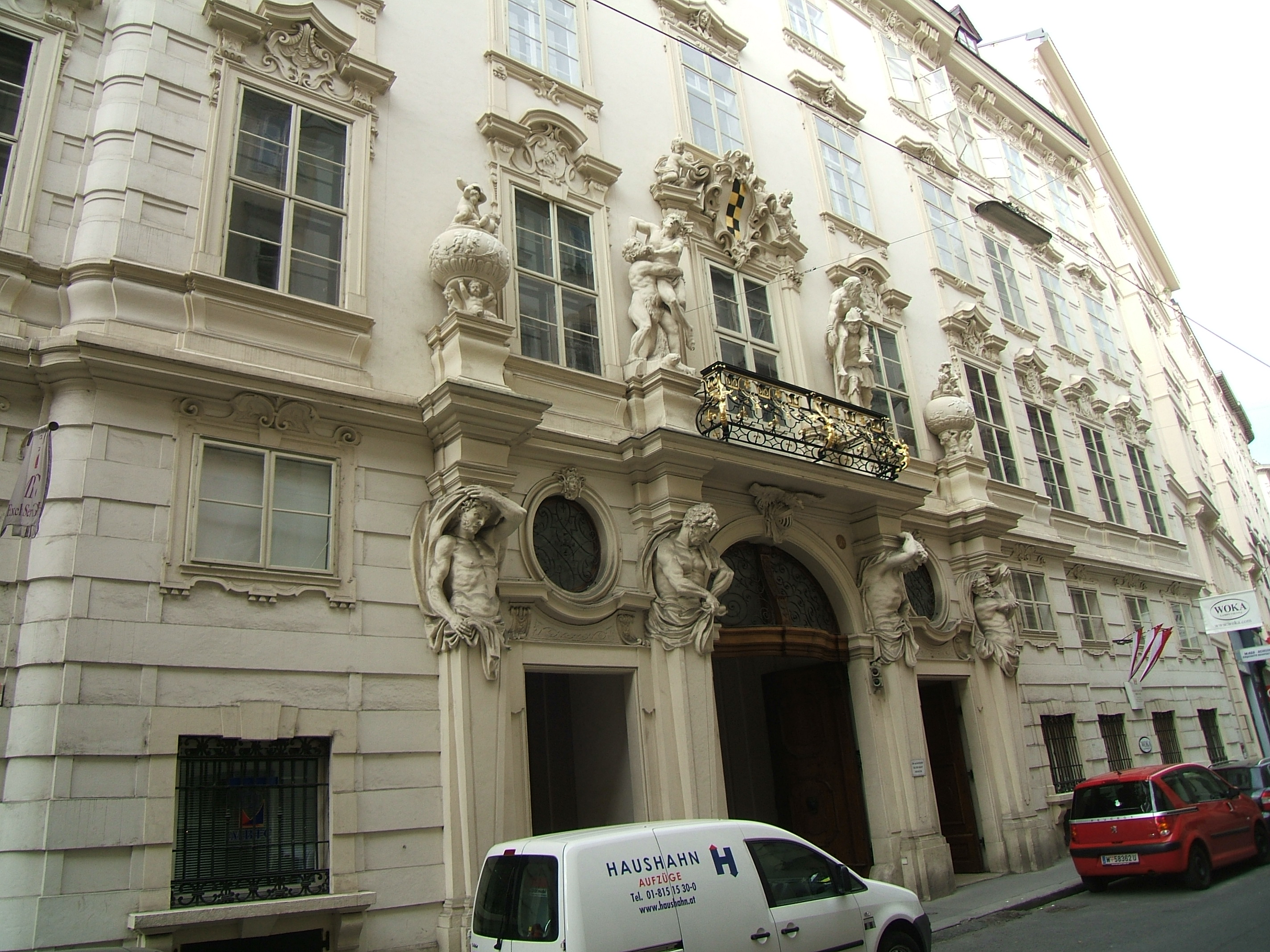
Palais Neupauer-Breuner in Wien
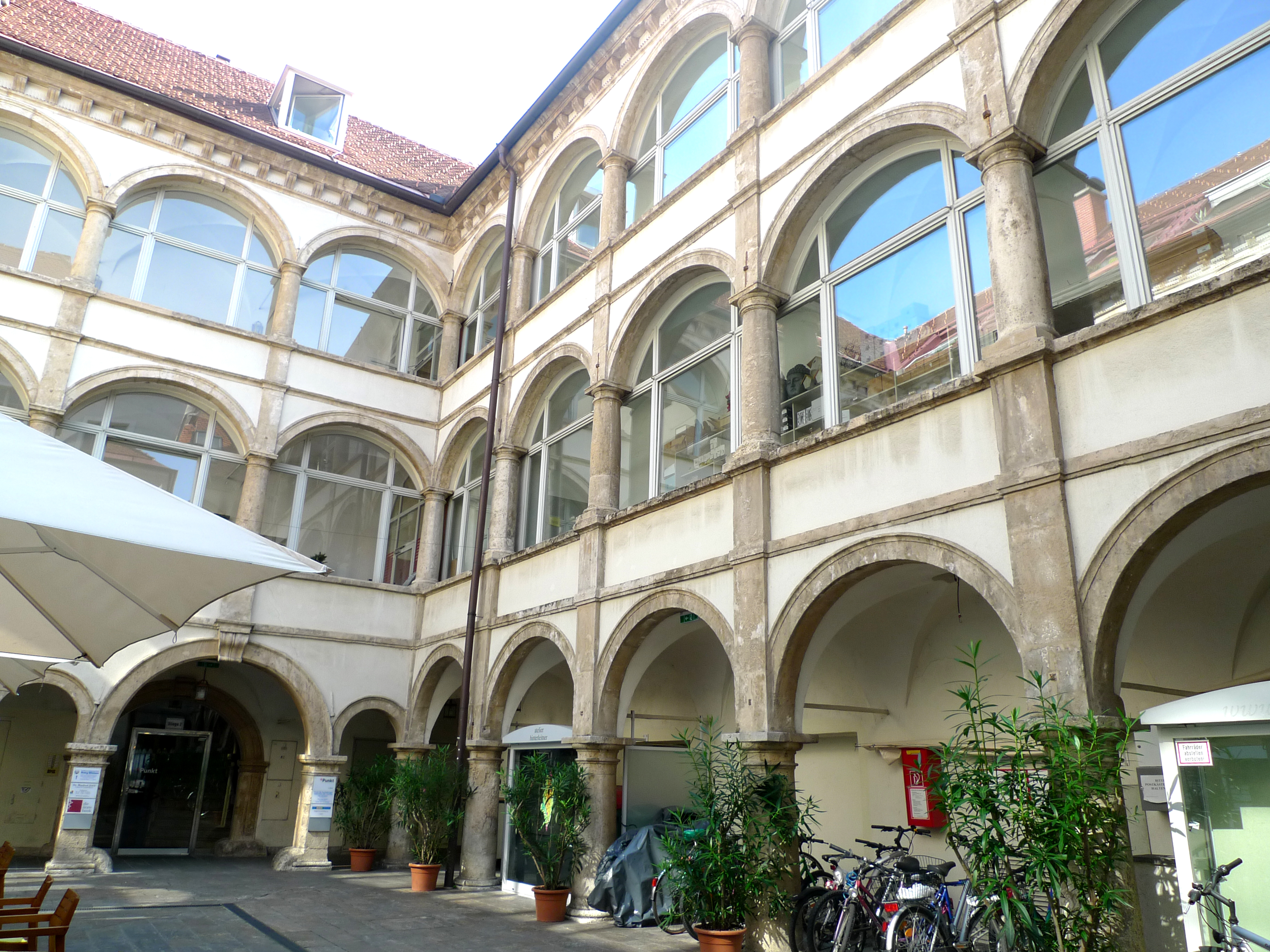
Palais Breuner in Graz

## Nachfolge
1894 erbte Marie, geborene Gräfin von Breunner-Enckevoirt, Ehefrau des Herzogs Viktor II. Amadeus von Ratibor, die niederösterreichischen Besitzungen ihrer – im Mannesstamm erloschenen – Familie, Grafenegg, Neuaigen und Asparn, die sich – zusammen mit Corvey – bis heute im Besitz der herzoglichen Familie von Ratibor und Corvey befinden, einer Nebenlinie des Hauses Hohenlohe.
Fürst Karl von Auersperg (1859–1927) heiratete Eleonore Gräfin von Breunner-Enkevoirth (1864–1920). Ihr älterer Sohn Adolf Karl (1886–1923) setzte die fürstliche Hauptlinie fort, der jüngere Sohn Karl (1895–1980) nahm den Namen Prinz von Auersperg-Breunner an und begründete diese Linie, die seit 1930 auf Schloss Wald ansässig ist.